# Charles Samuel Franklin
Charles Samuel Franklin (* 23. März 1879 in Walthamstow, Essex; † 10. Dezember 1964 in Buckhurst Hill, Essex) war ein britischer Radiopionier.
Er verbrachte sein Berufsleben in der Marconi Company und ist Erfinder des Franklin-Oszillators sowie der Franklin-Antenne.